# Popote roulante
Au Québec, la Popote roulante est un service offert majoritairement aux personnes âgées en perte d'autonomie, mais également aux proches aidants, ou aux personnes vivant avec une limitation temporaire ou permanente.
Le service consiste à produire et livrer des repas (le plus souvent chauds), dans le but de maintenir les personnes à domicile et d'éviter leur relocalisation en hébergement. Il s'agit donc de les soutenir dans leur volonté de demeurer dans leur environnement le plus longtemps possible. 
Le repas, principalement constitué d'une soupe, un plat et un dessert, est offert à coût modique afin de demeurer accessible à tous. Néanmoins, aucun critère de revenu n'est exigé pour en bénéficier.
Le service de popote roulante s'inscrit dans l'ensemble des services de maintien à domicile, au même titre que les soins d'hygiène et l'aide aux activités domestiques. D'ailleurs, de nombreuses popotes roulantes complètent leur offre par d'autres services de maintien à domicile comme le transport-accompagnement médical, les appels et visites d'amitié, les activités de loisirs et de socialisation.
Les popotes roulantes travaillent étroitement avec le Réseau de la Santé et des Services Sociaux. Leurs bénévoles et employés offrent une vigie indispensable. Ils ont le privilège de côtoyer étroitement les aînés qu'ils desservent, représentant parfois leur seul contact quotidien. Ils sont, par ailleurs, sensibilisés et formés au repérage et au signalement de certaines situations (dégradation physique et psychologique, insalubrité, chutes, dénutrition).
Environ 300 groupes sont à l'œuvre au Québec, soutenant près de 30 000 personnes chaque année. On estime le nombre de repas livrées à plus de 3,6 Millions en 2021. Environ un millier de salariés travaillent au sein des popotes roulantes et plus de 10 000 bénévoles.

## Historique
Durant la Seconde Guerre mondiale, le Royaume-Uni fut l'un des premiers pays les plus touchés par les pertes de vie et les dégâts causés par les multiples bombardements. Pour aider la population civile à surmonter les nombreuses difficultés, le Womens Voluntary Service (WVS) est formé. Un de ses principaux mandats est l'organisation des services alimentaires d'urgence. À la fin des hostilités, le gouvernement demande au WVS de poursuivre son œuvre auprès des prisonniers et des aînés. Ainsi, en 1947, à Welwyn Garden City, dans le comté de Worcestershire, les premières popotes roulantes sont livrées.
En 1954, la Popote traverse l'Atlantique par l'entreprise d'un étudiant britannique venu étudier à Philadelphie. Au Québec, grâce à la collaboration de l'Ordre Victorien des Infirmières, du Centre d'Action bénévole de Montréal et de plusieurs bénévoles dévoués, la première Popote roulante a vu le jour à l'église St-Matthias, à Westmount (Montréal). 

## Fonctionnement
Les bénéficiaires de la popote roulante sont référés principalement par un Centre local de services communautaires (CLSC), ainsi que par des médecins, infirmières et autres intervenants en mesure d'évaluer leurs besoins. Chaque organisme dessert un territoire bien défini.
Il existe trois modèles de popotes roulantes :
1. Les organismes communautaires en santé et services sociaux. Ce sont des OBNL dûment enregistrés, souvent reconnus comme organismes de bienfaisance. Ils reçoivent une subvention à la mission via le Programme de Soutien aux Organismes Communautaires, emploient des salariés et offrent, le plus souvent, d'autres services de maintien à domicile.
2. Les popotes roulantes artisanales. Ces dernières n'emploient pas de salariés, elles fonctionnent avec des bénévoles. Elles reçoivent peu ou pas de financement. Reconnues dans leur communauté, la plupart cuisinent elles-mêmes les repas.
3. Les popotes roulantes avec fournisseur. Avec ou sans personnel salarié, ces popotes roulantes ne produisent pas les repas et en assurent seulement la livraison. Le fournisseur peut être un traiteur, une épicerie mais aussi un centre hospitalier.

Chaque région du Québec s'investit à sa façon dans le service de la Popote roulante, en fonction des besoins de sa clientèle, des particularités de son environnement. À Montréal par exemple, pour faciliter la livraison des repas, le Santropol Roulant utilise toute l'année des bicyclettes équipées de boites isolantes. Les bénévoles de la Popote de Chevery, sur la Basse-Côte-Nord, effectuent quant à eux, la livraison des repas en motoneige lors de la période hivernale et en véhicule tout-terrain l'été.
À Laval, il existe sept popotes roulantes indépendantes et autonomes qui préparent et vont livrer aux domiciles de 2 000 personnes âgées ou en perte d'autonomie permanente ou momentanée plus de 150 000 repas chauds et nourrissants. Ceux-ci sont préparés sous la surveillance de professionnels de la santé par une centaine d'employés rémunérés et environ 500 bénévoles dont l'âge moyen est d'environ 70 ans.

## Le Regroupement des popotes roulantes du Québec
Le Regroupement des popotes roulantes du Québec, anciennement PRASAB, a été fondé officiellement en 1992. Il est le seul regroupement provincial pour les popotes roulantes au Canada.
À ce jour, le Regroupement compte 131 organismes membres, provenant de 15 régions au Québec. Sa mission principale est de soutenir et encourager les services alimentaires de maintien à domicile, en favorisant les échanges et la concertation des organismes membres, en sensibilisant la communauté et en représentant les popotes roulantes auprès des instances gouvernementales.